# Tonschajewo
Tonschajewo (russisch Тонша́ево) ist eine Siedlung städtischen Typs in der Oblast Nischni Nowgorod in Russland mit 4570 Einwohnern (Stand 14. Oktober 2010).

## Geographie
Der Ort liegt knapp 250 km Luftlinie nordöstlich des Oblastverwaltungszentrums Nischni Nowgorod am linken Ufer des rechten Wjatka-Nebenflusses Pischma.
Tonschajewo ist Verwaltungszentrum des Rajons Tonschajewski sowie Sitz der Stadtgemeinde (gorodskoje posselenije) Rabotschi possjolok Tonschajewo. Zur Gemeinde gehören neben der Siedlung die 14 umliegenden Dörfer Bolschije Lugi, Bolschoi Lom, Firstowo, Julenurka, Krasnoje Alexandrowskoje, Kuschener, Lopatino, Maloje Tonschajewo, Malyje Lugi, Oschary, Srednije Lugi, Trifonowo, Sotowo und Witscha sowie die ländliche Siedlung Kirowski.

## Geschichte

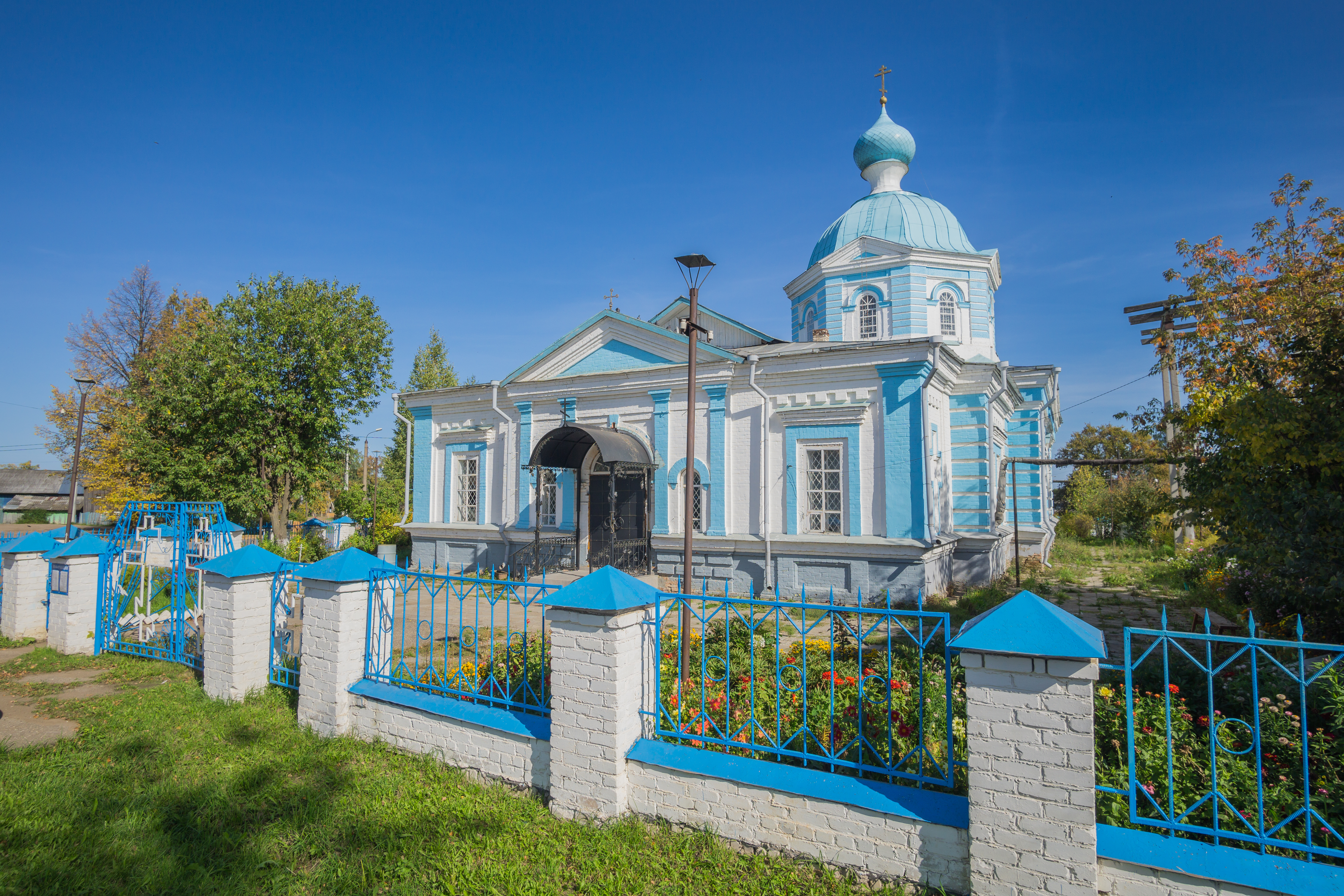
Blick auf die Kirche St. Nikolaus

Das Dorf wurde um 1780 von russischen Umsiedlern in ursprünglich von Mari bewohnten Gebiet gegründet. Das ab 1780 zur Statthalterschaft, später  Gouvernement Wjatka gehörende Gebiet wurde 1796 an den Ujesd Wetluga des neu gebildeten Gouvernements Kostroma (zuvor Statthalterschaft) abgegeben. Tonschajewo wurde 1811 zum Kirchdorf (selo) und zum 1. Januar 1841 Sitz einer Wolost, durch Verlegung aus dem 15 km östlich gelegenen Dorf Romatschi.
Mit dem Bau der Eisenbahnstrecke Nischni Nowgorod – Kotelnitsch durch das Gebiet in den 1920er-Jahren wuchs die Bedeutung des Ortes, der 1929 Verwaltungssitz eines neu geschaffenen, nach ihm benannten Rajons wurde. 1973 erhielt Tonschajewo den Status einer Siedlung städtischen Typs.

### Bevölkerungsentwicklung
| Jahr | Einwohner |
| ---- | --------- |
| 1939 | 1793      |
| 1959 | 1755      |
| 1970 | 2967      |
| 1979 | 3931      |
| 1989 | 4394      |
| 2002 | 4432      |
| 2010 | 4570      |

Anmerkung: Volkszählungsdaten

## Verkehr
Nach Tonschajewo verläuft die Regionalstraße 22K-0010, die im 25 km westsüdwestlich gelegenen, benachbarten Rajonzentrum Schachunja von der 22R-0159 von Nischni Nowgorod zur Grenze der Oblast Kirow in Richtung Jaransk abzweigt. Lokalstraßen führen in die 15 km nordöstlich gelegene Siedlung städtischen Typs Pischma und die 10 km nordwestlich gelegene Siedlung städtischen Typs Schaigino, wo sich an der Strecke Moskau – Nischni Nowgorod – Kotelnitsch die nächstgelegene Bahnstation befindet.